# Adriano Celentano

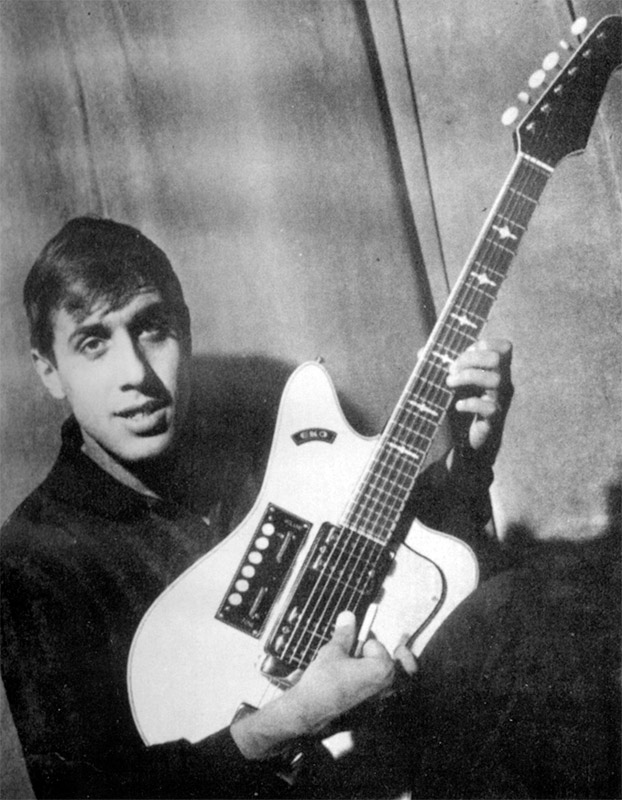
Adriano Celentano.

Adriano Celentano, född 6 januari 1938 i Milano, är en italiensk sångare, kompositör, skådespelare och TV-programledare. Han är gift med den italienska sångerskan Claudia Mori (född 1944).
Celentano lämnade skolan efter femte klass och började arbeta som urmakare. Som amatör började han i kabaré- och nattklubbar med olika skådespel och 1957 hade han sitt första uppträdande som sångare vid en festival i Milano. Som skådespelare har han främst medverkat i komedifilmer, och som sångare har han sålt fler än 50 miljoner album.
En av hans kompositioner, "Il ragazzo della via Gluck", kom att bli mycket känd i Skandinavien, då melodin 1967 spelades in av Anna-Lena Löfgren med svensk text under titeln "Lyckliga gatan" och låg 14 veckor på Svensktoppen. Den toppade också försäljningslistorna och sålde guld i Sverige och platina och diamant i Norge.
Som programledare i TV är han huvudsakligen aktiv för Radiotelevisione Italiana (RAI).

## Eftermäle
Asteroiden 6697 Celentano är uppkallad efter Adriano Celentano.

## Diskografi (album)
- 1965: Non mi dir
- 1965: La festa
- 1966: Il ragazzo della via Gluck
- 1966: Mondo in mi 7a
- 1967: Una festa sui prati
- 1968: Azzurro/Una carezza in un pugno
- 1969: Adriano rock
- 1969: Le robe che ha detto Adriano
- 1970: Il forestiero
- 1971: Er più – Storia d'amore e di coltello
- 1972: I mali del secolo
- 1973: Nostalrock
- 1974: Yuppi du
- 1976: Svalutation
- 1977: Disco dance
- 1977: Tecadisk
- 1978: Ti avrò
- 1978: Geppo iI folle
- 1979: Me, live!
- 1979: Soli
- 1980: Un po' artista un po' no
- 1980: Deus
- 1982: Uh… uh…
- 1983: Atmosfera
- 1984: I miei americani
- 1985: Joan Lui
- 1986: I miei americani 2
- 1987: La pubblica ottusità
- 1991: Il re degli ignoranti
- 1994: Quel punto
- 1996: Arrivano gli uomini
- 1998: Mina + Celentano (tillsammans med Mina Anna Mazzini)
- 1999: Io non so parlar d'amore
- 2000: New 2000
- 2000: Esco di rado e parlo ancora meno
- 2002: Per sempre
- 2004: C'è sempre un motivo
- 2005: Calma Apparente
- 2007: Dormi amore, la situazione non è buona
- 2008: Yuppi du
- 2011: Facciamo finta che sia vero
- 2016: Le migliori
- 2019: Adrian

## Filmografi (urval)
- 1959: Det ljuva livet
- 1976: The Con Artists
- 1980: Il bisbetico domato
- 1987: Il Burbero